# 女と男 聞けば聞くほど…
女と男　聞けば聞くほど…（おんなとおとこ きけばきくほど）は、1987年4月4日から1996年3月30日までTBSほかで放送されたトーク番組である。放送時間は毎週土曜日 10:30 - 11:30 (JST) 。

## 概要
毎回男女1人ずつゲストが登場し、男女2人のMCと様々なトークで盛り上がっていた。
MCは開始から1987年9月までの半年が中村メイコと三波豊和。1987年10月放送分からは東京に本格進出したばかりの笑福亭鶴瓶とフリーアナウンサーの酒井ゆきえに交代し、最終回までこの2人が担当した。
出場するゲストはタレントから文化人までさまざまで、テレビへの出演経験が少ない人がゲストの回もあった。
- 番組内では常設品として、針すなおによる鶴瓶と酒井の似顔絵が描かれたマグカップが置かれていた。
- 滅多にトーク番組に出演しないプロレスラーの天龍源一郎も出演した（女性は丘みつ子）。
- この番組にはイトーヨーカドーが協力（番組提供ではない）しており、タイアップとして南関東各地のイトーヨーカドー店舗で収録を行うことが多かった[2]。
- 途中から番組後半に2分程度のコーナー「暮らしのヒント」が開始された。これはパーティシペーション（PT、番組内スポット）扱いの枠とされ、TBSではイトーヨーカドーのCM代替枠（ワイドショー番組で見られる「生コマーシャル」と同じようなもの）としてコーナー冒頭にイトーヨーカドーのロゴも表示された（ローカルスーパーとしてTBSでのみ表示）。
- 途中から、エンディング（次回予告の最後）で鶴瓶の「次回も」に続いて、観客全員で「お楽しみに〜」とコールして番組は終了していた。
- テーマソングは森田公一が担当した。
- 当番組はローカルセールス枠であるため、テレビユー福島、テレビユー富山（現・チューリップテレビ、1990年10月開局以降）[3]ほか一部のJNN系列でも同時ネットで放送されていた。北陸放送では1992年10月9日から金曜午前10時台に放送されていた。鶴瓶の地元である毎日放送ではネットされなかった。ただし、関西では同時期に放送していた「ざこば・鶴瓶らくごのご」（朝日放送）で鶴瓶と酒井が共演していた。

番組は情報番組『王様のブランチ』立ち上げに伴う土曜午前・午後の番組再編で1996年3月に終了。9年間の放送にピリオドを打った。9年続き、関連本も出版されたことがある。
それから11年後の2007年4月、鶴瓶が番組ホストを務め、TBSの新作ドラマに出演する大物役者たちの素顔を引き出す単発のトークバラエティ番組『笑福亭鶴瓶のメインキャスト!』が放送され、2008年10月までに5回分制作された。そして『聞けば聞くほど…』の終了から13年が経過した2009年4月10日、『メインキャスト!』での実績を基に、TBS系列全国ネットの定時のトーク番組『A-Studio』が放送を開始した。

## 公開収録
番組は9年間一貫してハガキを募って一般客を募集し、金曜日の午前10時30分と午後1時30分の計2週分の公開収録を行っていた。以下は収録地の移り変わり。
- イトーヨーカドー溝の口店（神奈川県川崎市高津区）
- イトーヨーカドー船橋店（千葉県船橋市）
- イトーヨーカドー綾瀬店（東京都葛飾区）
- イトーヨーカドー我孫子店（現：我孫子南口店）・アビイホール（千葉県我孫子市）
- モリタウン・エスパ昭島店（東京都昭島市）
- 日比谷シャンテTBSスタジオ（既に閉鎖、現在は映画館。東京都千代田区）
- TBSホール（東京都港区）
- STUDIO ROX（浅草ROX内。テレビスタジオは既に閉鎖。東京都台東区）
- 千代田ビデオスタジオ（北の丸公園、科学技術館内。東京都千代田区）
- TBS本社・Aスタジオ（東京都港区）

## 司会
- 三波豊和（1987年4月 - 9月）
- 中村メイコ（1987年4月 - 9月）
- 笑福亭鶴瓶（1987年10月 - 1996年3月）
- 酒井ゆきえ（1987年10月 - 1996年3月）

## 制作スタッフ
- 技術P：佐藤満、浜田毅
- TD/SW：山内光、中村秀夫
- チーフカメラ：木村徹、青木葉吉樹、伊藤一成
- 音声：藤井英樹、伊藤賢一
- 照明：鈴木栄美子、塚田剛太郎、中台正昭
- VE：水脇学、浅利敏夫
- VTR：宮本茂
- 美術：清水袈裟寿、高松浩則
- 美術制作：佐藤隆男、中川広美
- 装置：坂上好明
- 生花：きたせんじゅマサヒロ
- 選曲効果：メッセ、電波倶楽部 → サウンズ・アート → 溝口博子、電波倶楽部
- スタイリスト：矢野悦子
- TK：寺島千加子 → 岡田美恵子
- 技術協力：千代田ビデオ、エヌ・エス・ティー
- 美術協力：アックス
- 構成：城市貴夫 →（構成クレジット廃止）
- アシスタントディレクター：藤林卓郎、加藤庄治
- アシスタントプロデューサー：沼田寛子
- ディレクター (歴代)：土屋純一、星野行延、笠原明彦、大江裕之、村松晃、宇田川真也
- チーフディレクター：山田正
- プロデューサー：土屋純一、石井邦子 → 川越博、笠原明彦 → 海野倫子
- スーパーバイザー：松原史明
- 制作協力：時空工房→フラジャイル（社名変更のため、同じTBSの『噂の!東京マガジン』なども制作）
- 制作：大友正巳 → 政田一喜 → 伊藤勇
- 製作著作：TBS

## テーマ曲
- オープニングテーマ（作曲、歌：森田公一）
- エンディングテーマ「明日、めぐり逢い」（歌：伊東ゆかり）
  - 作詞：松原史明、作曲：森田公一（シングルCD：1993年12月21日発売、発売元：アルファレコード[4]）